# Bernd Knipperdolling

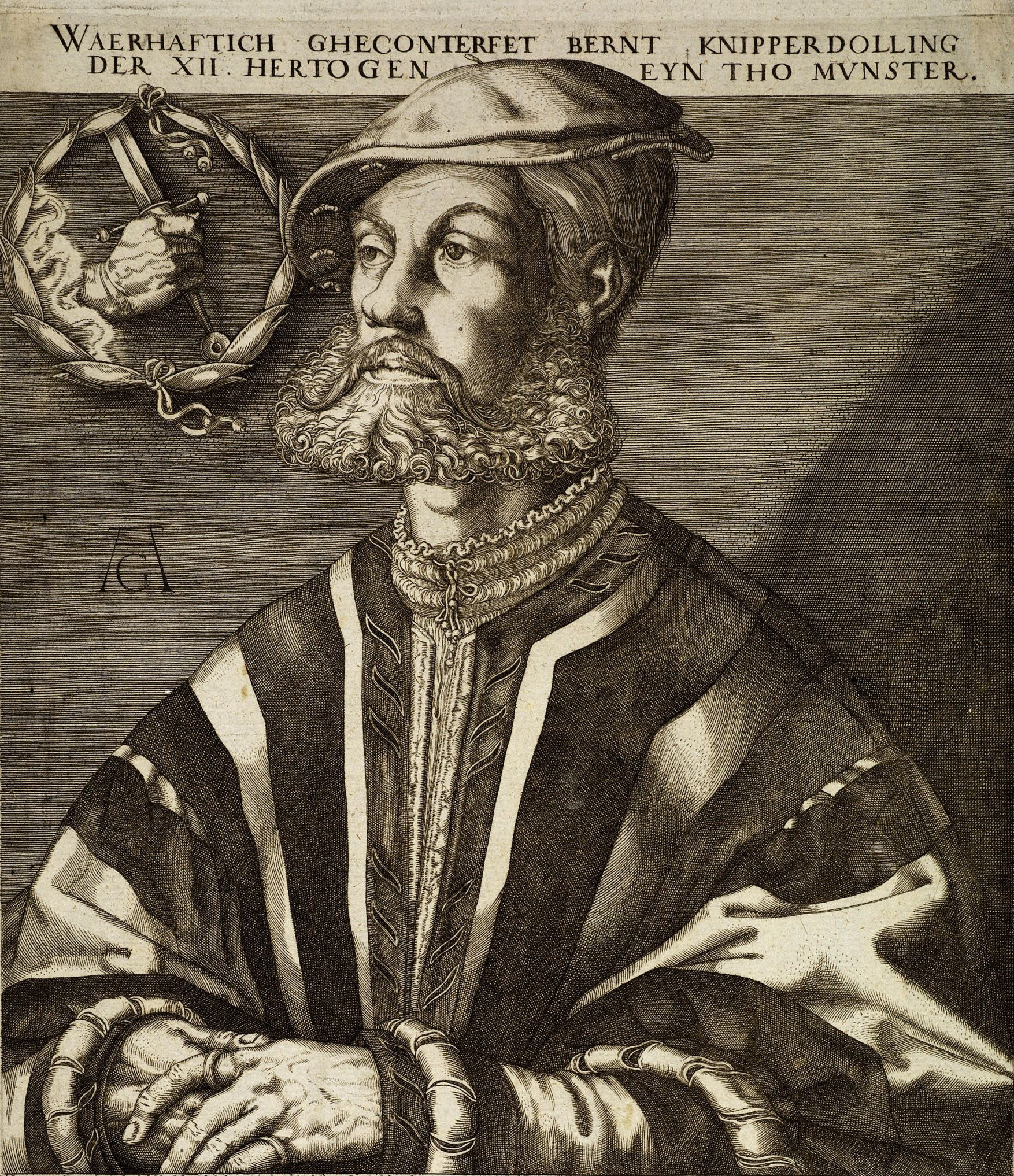
Kaufmann Bernd Knipperdolling, Kupferstich von Heinrich Aldegrever

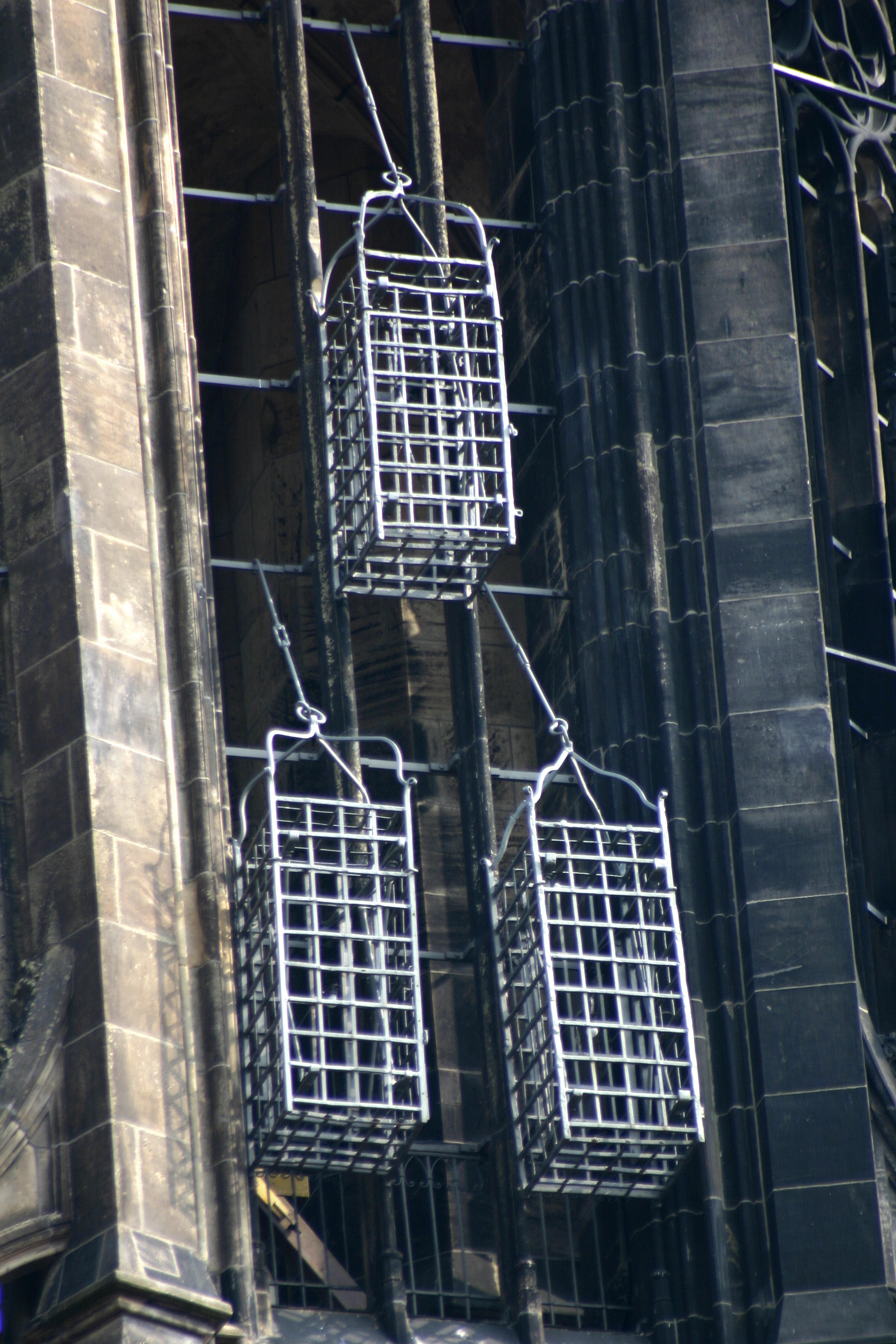
Originale Körbe am Turm der Lamberti-Kirche

Bernd Knipperdolling (auch Bernt oder Bernhard Knipperdollinck, Knypperdollynck; * um 1495 in Münster als van Stockem; † 22. Januar 1536 ebenda) war ein Führer der Täufer in Münster während des Täuferreichs von Münster, Kaufmann und seit dem 23. Februar 1534 Bürgermeister.

## Leben
Knipperdolling stammte aus einer wohlhabenden Tuchhändlerfamilie in Münster und war Mitglied eines radikalen Flügels der Täuferbewegung. Er wurde von Jan Bockelson (auch Jan van Leiden) zunächst zum Scharfrichter von Münster ernannt. Nach Bockelsons Erhebung zum „König“ wurde Knipperdolling zum Statthalter in der „Neues Jerusalem“ genannten Stadt bestimmt. Nachdem der Fürstbischof Franz Graf von Waldeck und seine Landsknechte das lange belagerte Münster im Juni 1535 eingenommen hatten, wurde Knipperdolling verhaftet. Zusammen mit Jan van Leiden und Bernd Krechting wurde er am 6. Januar 1536 zum Tode verurteilt. Die Delinquenten wurden am 22. Januar 1536 auf dem münsterschen Prinzipalmarkt mit glühenden Zangen gequält und am Ende erdolcht. Anschließend wurden die Leichname der drei Täufer in eisernen Körben am Turm von St. Lamberti in der Stadt aufgehängt. Die Originalkörbe sind noch heute hoch oben an der Südseite des Kirchturms zu sehen; Nachbildungen befinden sich, neben Folterinstrumenten ausgestellt, im Stadtmuseum.